# Vành đai Sao Mộc

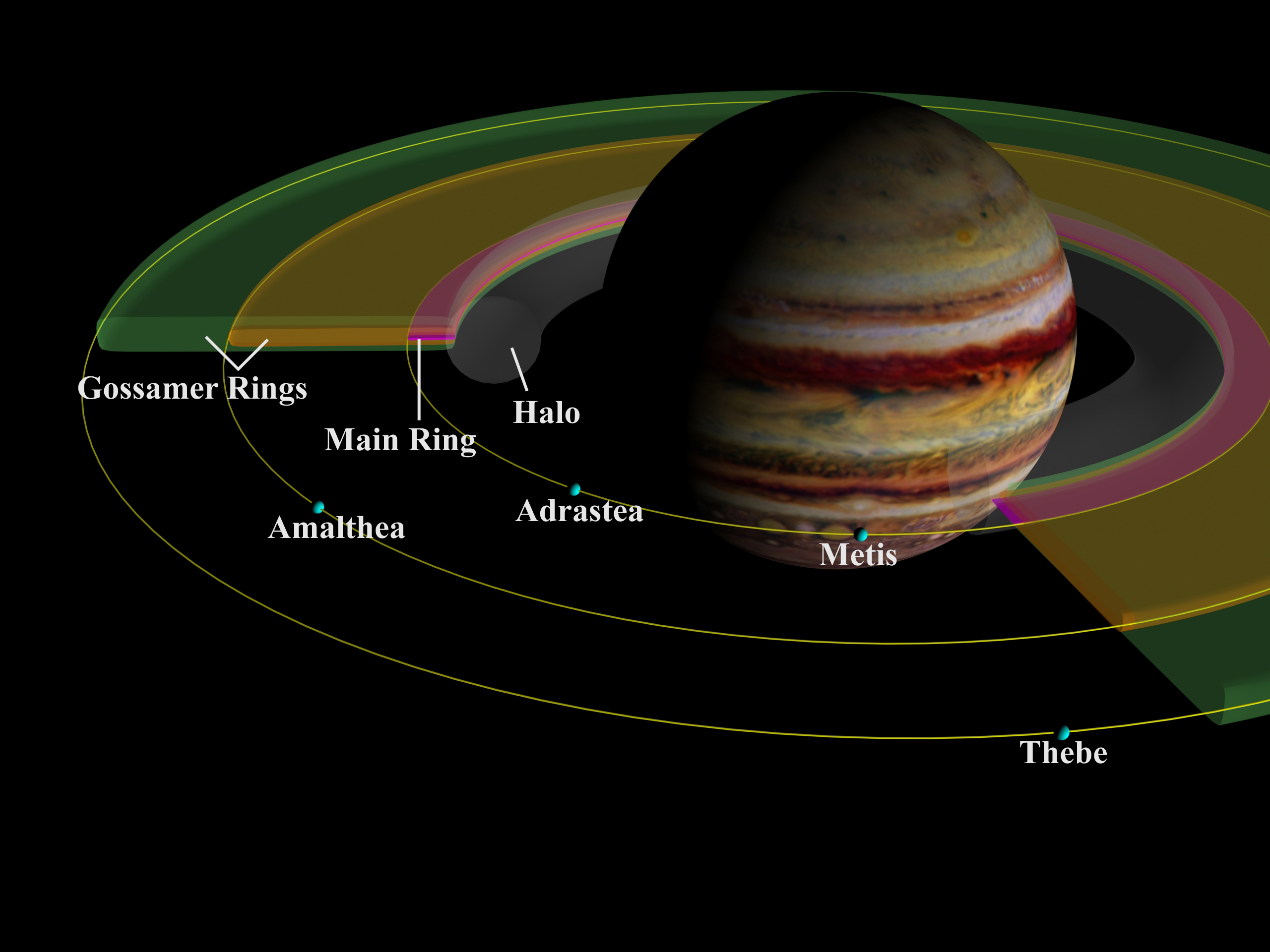
Phác họa hệ thống vành đai Sao Mộc với bốn vành chủ yếu. Để đơn giản, Metis và Adrastea được vẽ có chung quỹ đạo với nhau.

Xung quanh Sao Mộc có một hệ thống các vành đai gọi là vành đai Sao Mộc. Đây là hệ thống vành đai thứ ba trong Hệ Mặt Trời được khám phá, sau vành đai của Sao Thổ và Sao Thiên Vương. Tàu không gian Voyager 1 đã lần đầu tiên chụp được ảnh của hệ thống vành đai vào năm 1979 và hệ thống này được khảo sát một cách kỹ lưỡng nhờ tàu thăm dò Galileo bay trên quỹ đạo quanh Sao Mộc trong thập niên 1990. Nó cũng được kính thiên văn không gian Hubble chụp ảnh cũng như những quan sát khác từ Trái Đất trong 23 năm qua. Các quan sát vành đai từ mặt đất đòi hỏi những kính thiên văn lớn nhất mới có thể phân giải được chúng.
Hệ thống vành đai Mộc Tinh thưa thớt và chứa chủ yếu là bụi. Nó có bốn vành đai chủ yếu: một vòng xuyến dày chứa các hạt nằm trong cùng gọi là "vành đai hào quang"; nó tương đối sáng, một "vành đai chính" cực mỏng; và hai vành ngoài, dày và mờ hơn phía bên ngoài gọi là "vành vải mỏng", mà vật liệu trong chúng chủ yếu do hai vệ tinh cung cấp: Amalthea và Thebe.
Vành chính và vành hào quang chứa bụi thoát ra từ các vệ tinh Metis, Adrastea, và những vật thể chưa được quan sát do kết quả từ những vụ va chạm vận tốc lớn. Các hình ảnh độ phân giải cao chụp trong tháng 2 và tháng 3 năm 2007 từ tàu New Horizons một cấu trúc giàu các hạt mịn ở vành đai chính.
Khi chụp dưới ánh sáng khả kiến và hồng ngoại gần, hệ thống vành đai có màu đỏ, ngoại trừ vành đai hào quang mà có màu trung tính hoặc lam. Có nhiều kích cỡ độ hạt bụi trong vành, nhưng diện tích tiết diện mặt cắt là lớn nhất của hạt không có hình cầu với bán kính vào khoảng 15 μm ở trong mọi vành ngoại trừ vành đai hào quang. Vành hào quang có lẽ chứa chủ yếu loại bụi kích cỡ dưới micrômét. Tổng khối lượng của hệ thống vành đai (gồm cả những vật thể chưa bị phát hiện) không được biết chính xác, nhưng nằm trong khoảng 1011 đến 1016 kg. Các nhà thiên văn hành tinh cũng chưa biết tuổi của hệ thống này, nhưng có thể nó đã hình thành cùng với giai đoạn hình thành của Sao Mộc.
Thêm một vành có thể nằm tại quỹ đạo của vệ tinh Himalia. Một cách lý giải được đưa ra là một vệ tinh nhỏ đã đâm vào Himalia và lực va chạm đã đẩy vật chất bay ra khỏi Himalia.